# Universität Barcelona

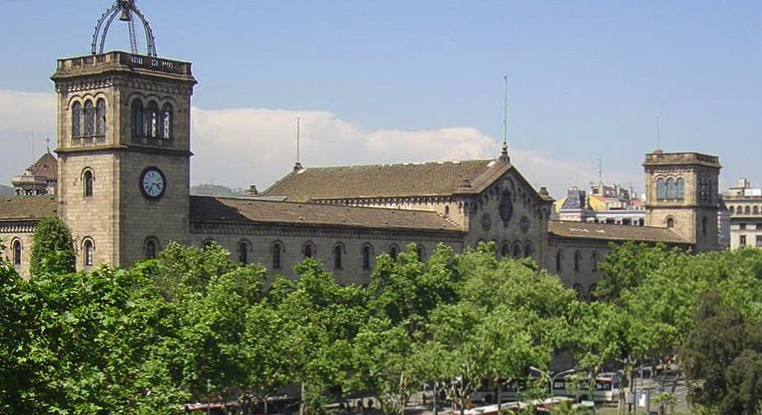
Hauptgebäude der Universität Barcelona

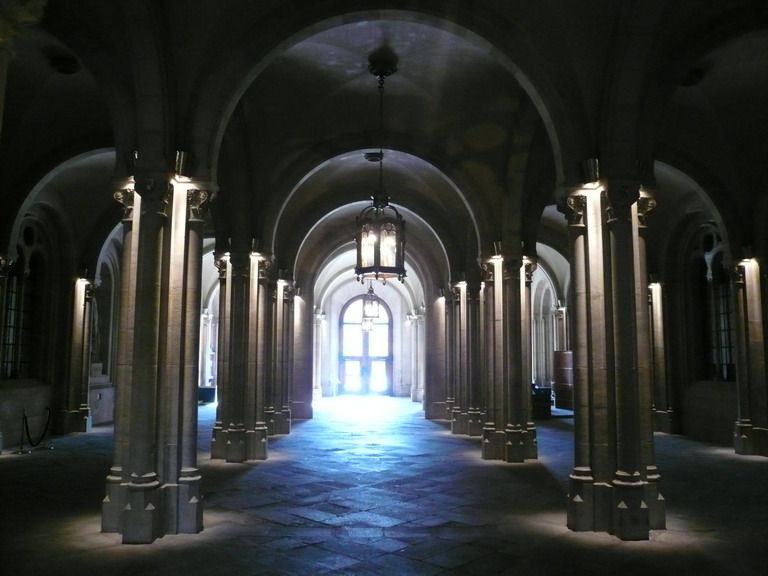
Vestibül des Hauptgebäudes

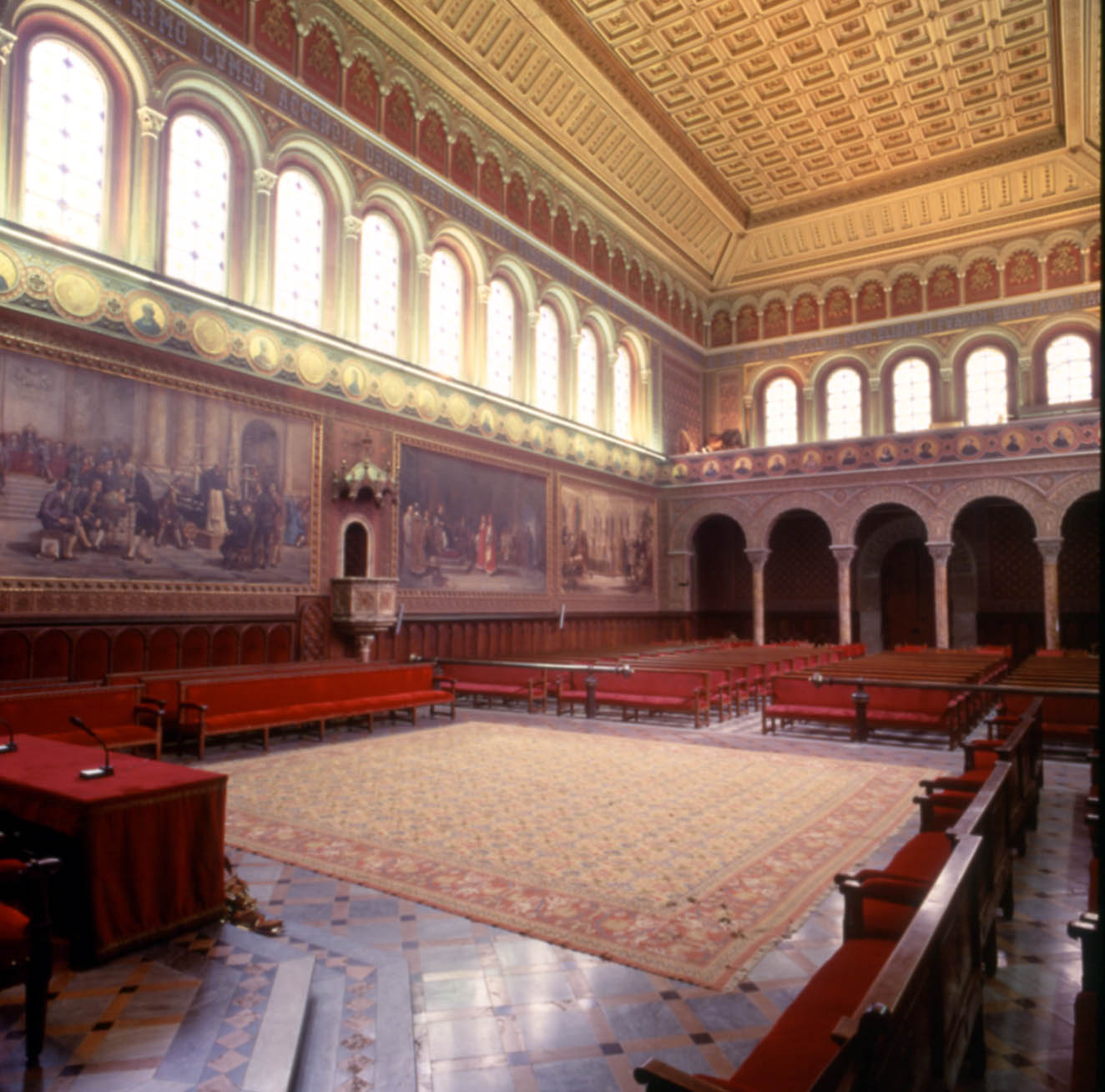
Großes Auditorium

Die Universität Barcelona (katalanisch Universitat de Barcelona; abk. "UB") ist eine staatliche Universität in der spanischen Stadt Barcelona. Ihre Fakultäten sind über folgende Campus in der Stadt und im Umland verteilt: der Universitätscampus, der Raval-Campus, der Diagonal-Campus, der Bellvitge-Campus, der Torribera-Campus, der Mundet-Campus, der Sants-Campus und der Hospital Clinic-Campus.
Die Gründung erfolgte am 3. November 1450 von König Alfons dem Großmütigen.
Es gibt 16 Fakultäten, neun Abteilungen und angeschlossene Zentren mit rund 62.000 Studenten und 5.700 wissenschaftlichen Angestellten (Stand 2019). Sowohl die Abteilungen als auch die Fakultäten verfügen über interne Autonomie und eigene Selbstverwaltungsorgane. Rektor der Universität ist Joan Elias Garcia.

## Fakultäten
- Fakultät für Bibliothekswesen und Dokumentation
- Fakultät für Bildende Kunst
- Fakultät für Biologie
- Fakultät für Chemie
- Fakultät für Geographie und Geschichte
- Fakultät für Geologie
- Fakultät für Mathematik und Informatik
- Fakultät für Medizin und Krankenpflege
- Fakultät für Pädagogik
- Fakultät für Pharmazie und Lebensmittelwissenschaften
- Fakultät für Philologie
- Fakultät für Philosophie
- Fakultät für Physik
- Fakultät für Psychologie
- Fakultät für Rechtswissenschaften
- Fakultät für Wirtschaftswissenschaften

## Verbundene Zentren
- Schule für neue interaktive Technologien
- Hochschule für Film und Audiovisuelles in Katalonien
- Höhere Schule für Öffentlichkeitsarbeit
- Höhere Schule für Gastfreundschaft und Tourismus
- Krankenpflegeschule von San Juan de Dios
- Nationales Institut für Leibeserziehung in Katalonien
- Internationales Universitätszentrum von Barcelona – UNIBA
- Institut für öffentliche Sicherheit von Katalonien – ISPC[5]

## Einrichtungen

### Bibliotheken
Die Bibliothek der Universität von Barcelona ist mit 1.611.721 Bänden nach der Bibliothek der Universität Complutense Madrid die zweitgrößte Universitätsbibliothek in Spanien.

### Paraninfo
Paraninfo ist der symbolträchtigste Raum des historischen Gebäudes und befindet sich im zentralen Teil des Gebäudes oberhalb der Lobby. In diesem Raum werden Promotionen der Universität gefeiert, Einweihungen oder Investitur von Ehrendoktoren. Die Oberflächen des Raumes sind mit neomudéjaren Elementen und zahlreichen Verzierungen bedeckt, in denen das historische Thema vorherrscht. So sind auch Monarchen vertreten, die in der Geschichte der Institution eine Schlüsselrolle gespielt haben.

### Finca Pedro und Pons
Dieser landwirtschaftliche Betrieb ist seit der Spende von Agustí Pedro i Pons Teil des Erbes der Universität. Sie ist ein Aussichtspunkt auf die Stadt Barcelona (neben der Haltestelle Peu del Funicular). Die Fassade stammt aus dem 18. Jahrhundert und enthält die Kunstsammlung des Spenders. Es ist möglich, den Betrieb als Gruppe zu besuchen.